# Damien Deroubaix
 (janvier 2018).
Damien Deroubaix est un peintre, sculpteur et graveur français né à Lille le 9 mai 1972.

## Biographie
Damien Deroubaix est diplômé de l'école régionale des beaux-arts de Saint-Étienne et de l'Akademie der bildenden Künste à Karlsruhe. Il vit et travaille à Paris et Meisenthal, après avoir passé 9 ans à Berlin.
Il a activement participé pendant de nombreuses années au projet du (9) Bis dont il fut un des initiateurs. Ce lieu était un ancien atelier de Saint-Étienne qui a été reconverti en lieu d'exposition.

### Distinctions
- 2009 : nommé pour le Prix Marcel-Duchamp

## Œuvre
Dans ses peintures, ses sculptures ou ses œuvres sur papier, Damien Deroubaix associe des références à l'art de la Renaissance (Albrecht Dürer, Hans Holbein...) et à l'art moderne (Rodin, Dada, Picasso, Heartfield, Bacon, Baselitz…) à l'esthétique trash et l'idéologie politique des groupes de grindcore (Napalm Death, Terrorizer, Carcass). On retrouve ainsi dans son travail des sujets classiques incontournables comme la mort, le diable, le cavalier, le guerrier ou le nu féminin qu’il revisite à partir des situations contemporaines les plus sombres comme la guerre en Irak, en Syrie ou en Ukraine. Le passé et le présent s’y percutent donc selon des jeux de mots visuels acerbes et grinçants qui empruntent de plus à la culture pop ou métal. 
Dans ses accrochages, il associe des objets à ces peintures (lampes en forme de viande à kebab, requins, miradors et diverses constructions de facture simple et utilisant des matériaux élémentaires) afin de renforcer la violence intérieure que son art contient. Cette facture volontairement expressionniste caractérise ainsi une œuvre singulière et intense en phase avec une actualité renouant sans cesse avec le tragique. Elle a été dès lors sélectionnée pour La Force de l'art, exposition nationale présentant les artistes français les plus importants de leur génération, puis nommée pour le Prix Marcel-Duchamp.
À l'automne 2009, l'ensemble de son œuvre imprimé a fait l'objet d'une exposition monographique organisée par l'Urdla à Villeurbanne et intitulée Apokalyptische Reiter. Elle montre, entre autres, des grands bois inédits et un documentaire d’Éric Pellet sur son travail d'estampe.
Son exposition personnelle Die Nacht est ensuite programmée successivement à Sarrebruck, Esslingen et Saint-Gall entre 2009 et 2010.
Après la Fondation Maeght à Saint-Paul-de-Vence et le Musée Picasso à Vallauris, il présente en 2016 au Mudam, au Luxembourg, un ensemble de peintures, sculptures, dessins et gravures dédié à l'œuvre de Pablo Picasso, Picasso et moi, dont une relecture du célèbre Guernica réalisée en bas-relief sur bois.
En 2018, le Musée d'Art moderne et contemporain de Saint-Étienne Métropole lui consacre une importante exposition monographique intitulée Headbangers Ball.
Son œuvre est représentée par la galerie in situ fabienne leclerc à Paris et Nosbaum & Reding au Luxembourg.

## Expositions

### Expositions personnelles
- 2024: La vida es sueño, Musée Goya de Castres, France
- 2021:
- La Valise d'Orphée, Musée de la Chasse et de la Nature, France[3]
- 2018 :
  - Headbangers Ball, Musée d'art moderne et contemporain de Saint-Étienne Métropole, France
- 2016 :
  - Post-Mortem Le Creux de l'enfer, Thiers, France
  - Picasso et moi, Mudam, Luxembourg et Nosbaum & Reding Gallery, Luxembourg
  - Picasso et moi, Musée Picasso, Vallauris, France
  - Damien Deroubaix, Best of Part 2, Musée du dessin et de l´estampe Gravelines, France[4]
  - Picasso et moi, Galerie Jordan Seydoux, Berlin, Allemagne
- 2015 : 
  - L´esprit de notre temps, Galerie Municipale Julio Gonzales, Arcueil, France
  - El origen del Mundo, Item, Paris, France
  - El origen del Mundo, Musée de l´Abbaye Sainte-Croix, les Sables d’Olonne, France
  - Der Geist unserer Zeit, Kuntstverein Dillingen, Allemagne
  - Der Geist unserer Zeit, Institut Français, Port Louis, Mauritius
- 2014 :
  - Picasso et moi, Fondation Maeght, St Paul de Vence, France
  - Time goes on, Galerie in situ fabienne leclerc, Paris, France
  - Furies, atelier Berthe Morisot/Rouart, Paris, France
- 2013 :
  - South of heaven, Galerie Nosbaum & Reding, Luxembourg
- 2011 :
  - My journey to the stars, Le Parvis, Tarbes
  - My journey to the stars, Château de Taurines, Centrès, France
  - Der Schlaf der Vernunft, La Chaufferie, Strasbourg, France
  - Hit the lights, Galerie Nosbaum & Reding, Luxembourg
  - Homo Bulla, galerie in situ fabienne leclerc, Paris, France
- 2010 :
  - « Die Nacht », Kunstmuseum Saint-Gall, Suisse
- 2009 :
  - « Die Nacht », villa Merkel, Esslingen, Allemagne
  - « Die Nacht », Saarlandmuseum Sarrebruck, Allemagne
  - Nosbaum & Reding – Art contemporain, Luxembourg
  - « Utopia Burns », Filipp Rosbach Galerie, Leipzig, Allemagne
  - « Sick Bizarre Defaced Creation », in situ fabienne leclerc, Paris, France
  - « Apokalyptische Reiter », Urdla, Villeurbanne, France
- 2008 :
  - « (9) bis », Saint-Étienne, France (avec Assan Smati)
  - « Das große Glück », Sima Projekt, Nuremberg, Allemagne
- 2007 :
  - « Lord of all Fevers and Plague », in situ fabienne leclerc, Paris, France
  - « Oblivious to evil », galerie de l’école des beaux-arts de Quimper, France
  - « Lucid Fairytale », Le Transpalette, Bourges, France
  - « World eater », galerie JBB, Mulhouse, France
  - « Babylon », Showroom Berlin, Berlin, Allemagne
  - « Die Nacht », o.T. Raum für aktuelle Kunst, Lucerne, Suisse
  - Space Invasion, Vienne, Autriche
- 2006 :
  - « Ia iak sakkakh iak sakkakth Ia shaxul Ia kingu ia cthulu ia azbul Ia azabua », Nosbaum & Reding – Art Contemporain, Luxembourg
  - « Chemical Warfare », Autocenter, Berlin, Allemagne
  - « No system can give the masses the proper social graces » (avec Manuel Ocampo), vestibule de La Maison Rouge, Paris, France
- 2005 :
  - Art Basel Statement, in situ fabienne leclerc, Bâle, Suisse
  - « Human Waste », in situ fabienne leclerc, Paris, France
  - « Let there be rot (fun in the morgue) », Künstlerhaus Bethanien, Berlin, Allemagne
- 2004 :
  - « Groupe Laura présente Karl Marx », espace public, Tours, France
  - « Werbung », Nosbaum & Reding – Art Contemporain, Luxembourg
  - « Rheinschau. Art Cologne Projects », Nosbaum & Reding – Art Contemporain, Cologne, Allemagne
  - « Imbiss 2 » (avec Kristina Solomoukha), école des beaux-arts et Groupe Laura, Tours, France
  - « Synthetically Revived », Konsortium, Düsseldorf, Allemagne
  - « Catastrophic », Filiale Basel, Basel, Suisse
- 2003 :
  - « Fear factory », in situ fabienne leclerc, Paris, France
  - « You suffer… but why ? », Nouvelle Galerie, Grenoble, France
  - « Symphonies of Sickness », VKS, Toulouse, France
  - « Total Grind », musée d'art moderne et contemporain, Strasbourg, France
  - « nouvelleobjectiviténeuesachlichkeit », galerie Œil, Forbach, France
  - « Imbiss » (avec Kristina Solomoukha), La Galerie, Noisy-le-Sec, France
- 2002 :
  - « La voix de son maître », paris project room, Paris, France
  - « Magic Jackpot » (avec Kristina Solomoukha), Glassbox, Paris, France
- 2001 :
  - « Im Lichthof », Staatliche Akademie der Bildenden Künste, Karlsruhe, Allemagne

### Expositions collectives (sélection)
- 2016 Tokyo Station Gallery, Tokyo (J)  Dogs from hell, Patricia Dorfmann Gallery, (F)
- 2015   Le vent des forêts, Fresnes-au-Mont (F)  Biennale de Sologne , Chaumont-sur-Tharonne (F)  Le silo, Château-Thierry (F)
- 2014  La Passion Dürer, Musée Jenisch, Vevey, Switzerland. October 2014 – 1st February 2015  Inhabiting the World, Busan Biennale 2014 (South Korea)  Astralis, Espace Culturel Louis Vuitton, Paris (F)  Voir en peinture 5, La box, Bourges (F)  Institut Français, Port Louis, Mauritius  Drôles de gueules, Frac basse Normandie, Caen (F)  Inhabiting the world, Busan Biennale, Busan, South Korea  Albrecht Dürer et la Suisse, Musée Jenisch, Vevey (CH)  La part animale, galerie Sophie Scheidecker, Paris (F)  Choices, Ecole des beaux arts, Paris (F)  Névralgies, Maia Muller gallery, Paris(F)  Sans tambour ni trompette, la graineterie, Houilles (F)  Brave new worlds : my utopia in your dystopia, Metropolitan Museum of Manila, Philippines  Le mur, collection Antoine de Galbert, LA Maison Rouge, Paris (F)
- 2013  2000+, Saarlandmuseum Saarbrücken (D)  Donation Florence et Daniel Guerlain, Centre Pompidou, Paris (F)  Altars of madness, Casino Luxembourg, (L), et Le confort Moderne, Poitiers (F)  Dieu est un fumeur de Havanes, MUDAM, Luxembourg  A More Perfect Day, Artsonje Center Seoul, South Korea  La belle Peinture 2 Palais Pisztory, Bratislava, Slovak republic  La belle Peinture 2, Halles Phoenix, Port Louis, Mauritius  Château Sauvage, Museum Schloss Fellenberg., Merzig (D) + Saarländische Galerie im Palais am Festungsgraben, Berlin (D)  Artists for Tichy, Tichy for artists, GASK, gallery of the central Bohamian region, Kutna Hora, Czech Republic  De leur temps 4, Hangar à Bananes, Nantes (F)  Autocenter, Berlin (D)  Friends and Family, Galerie Eva Hober, Paris (F)  Accrochage #2, Galerie ohne feste Bleibe, Saarbrücken (D)
- 2012  Hybrides & chimères ou la conquête d’un rêve éveillé Musée Goya, Castres (F)  Je n’ai pas bien compris si tu restais ce soir, Damien Deroubaix & Jean François Gavoty, musée des beaux arts, Besançon, (F)  La belle peinture est derrière nous[5], Lieu Unique, Nantes, (F)  La belle peinture est derrière nous, Musée des beaux arts de Maribor, Slovenia.  Les Bruits du Dehors, Biennale du Havre, Le Havre, (F)  Le jour d’avant, Domaine départemental de la Garenne Lemot, Gétigné-Clisson, (F)  La peinture française contemporaine, combinaisons de l’histoire, PERMM Museum of contemporary art, Permm, Russia  Fliegen, Künstlerhaus Bethanien, Berlin (D)  De leur temps 4, Hangar à bananes, Nantes (F)  2010 :
  - « La belle peinture est derrière nous », Sanat Limani-Antrepot 5, Istanbul (Turquie)

## Publications
Durant la FIAC 2009, Damien Deroubaix lance le C.S. (Conservative Shithead) Journal réalisé conjointement avec le critique d'art Jérôme Lefèvre et les galeries In Situ (Paris) et Nosbaum & Reding (Luxembourg).
- Family Jewels, catalogue d'exposition collective, commissariat : Damien Deroubaix et Conny Becker, publié en décembre 2009, coédition Bongoût et Villa Merkel / Bahnwärterhaus.  (ISBN 978-3-931238-40-7) ; texte en français et en allemand
- Damien Deroubaix, Die Nacht, catalogue d´exposition, textes de Andreas Baur, Konrad Bitterl et Ralph Melcher (Hg.), Verlag für Moderne Kunst, Nuremberg, 2009,  (ISBN 978-3-941185-86-9) ; texte en français et en allemand
- Homo Bulla, Centre International d'Art Verrier, 2011 -  (ISBN 978-2918695004)
- My journey to the stars, Le Parvis, centre d'art contemporain, 2013 -  (ISBN 978-2914397087)
- L'esprit de notre temps, Les cahiers de l'abbaye de Sainte-Croix, 2015 -
- Damien Deroubaix. La valise d'Orphée, catalogue d´exposition, Paris, Éditions Lord Byron, 2021 -  (ISBN 978-2-491901-11-0) ; texte en français et en anglais

### Autorité
- Notices d'autorité :   - VIAF
  - ISNI
  - BnF (données)
  - IdRef
  - LCCN
  - GND
  - Belgique
  - WorldCat